# Вызу
Вы́зу (эст. Võsu) — посёлок на севере Эстонии в уезде Ляэне-Вирумаа. Административный центр волости Хальяла. 
До административной реформы местных самоуправлений Эстонии 2017 года являлся административным центром волости Вихула.

## География и описание
Расположен на территории национального парка Лахемаа, на южном берегу залива Кясму. Расстояние до уездного центра — города Раквере — 32 км. Высота над уровнем моря — 21 метр.
Климат умеренный. Официальный язык — эстонский. Почтовый индекс — 45301.

## Население
По данным переписи населения 2021 года, в Вызу насчитывалось 377 жителей, из них 360 (95,5 %) — эстонцы.
По данным переписи населения 2011 года, в посёлке проживали 334 человека, из них 323 (96,7 %) — эстонцы.
Численность населения посёлка Вызу по данным переписей населения:
| Год  | 1959 | 1970  | 2000  | 2011  | 2021  |
| ---- | ---- | ----- | ----- | ----- | ----- |
| Чел. | 392  | ↗ 403 | ↗ 491 | ↘ 334 | ↗ 377 |

## История
Впервые Вызу упоминается в письменном источнике 1510 года (am Strande Wöso), в 1534 году упоминается река Вызу (fosen beck, vossen beck). О деревне имеются сведения с 1586 года (Wose). 
Один из старейших летних курортов в Северной Эстонии, основанный в XIX веке. В те времена Вызу был известным местом отдыха для многих знаменитых людей Ревеля, Дерпта, Петербурга и Москвы.

Исторические фотографии Вызу, первая половина XX века
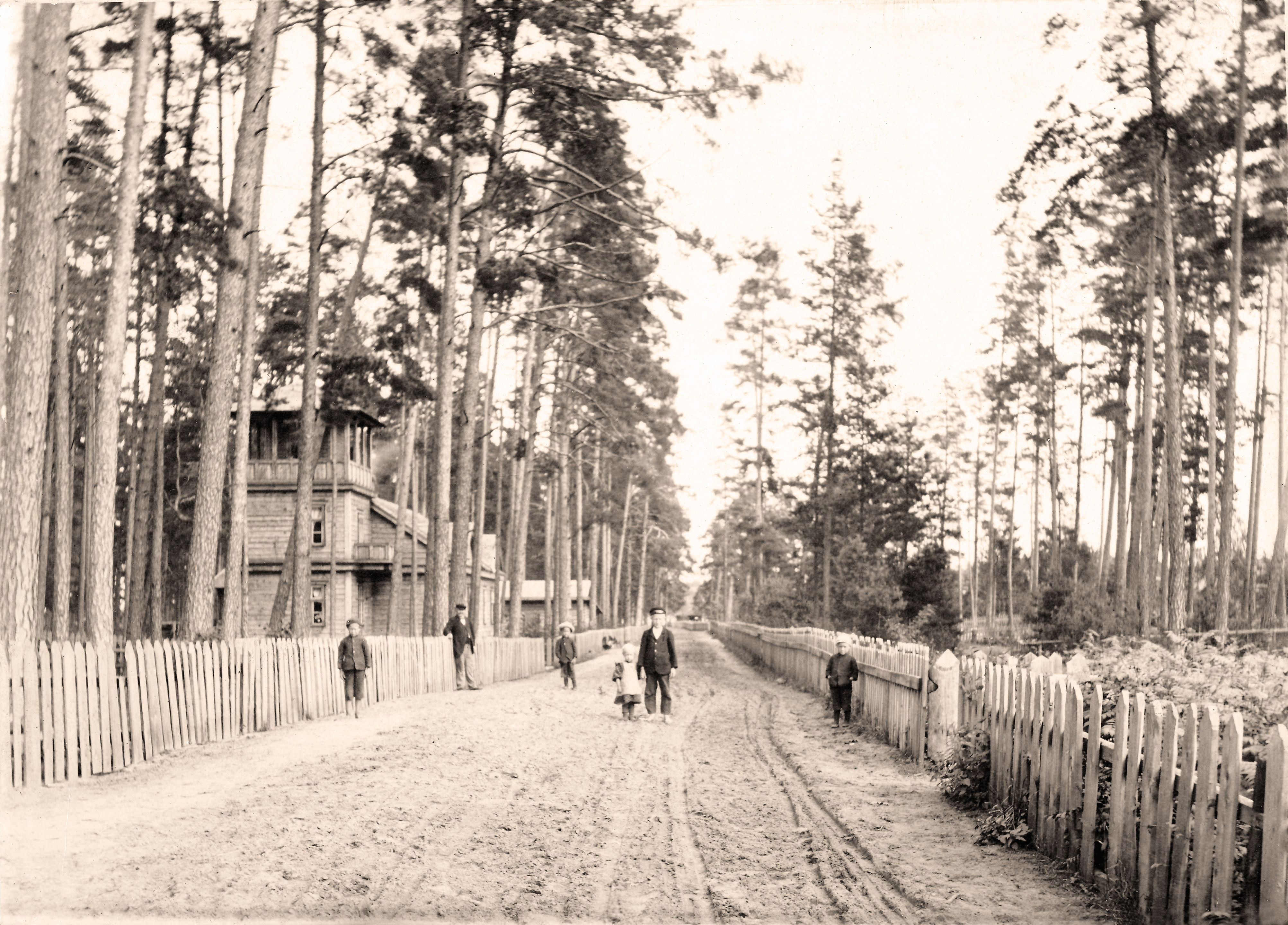
Главная улица (улица Мере)
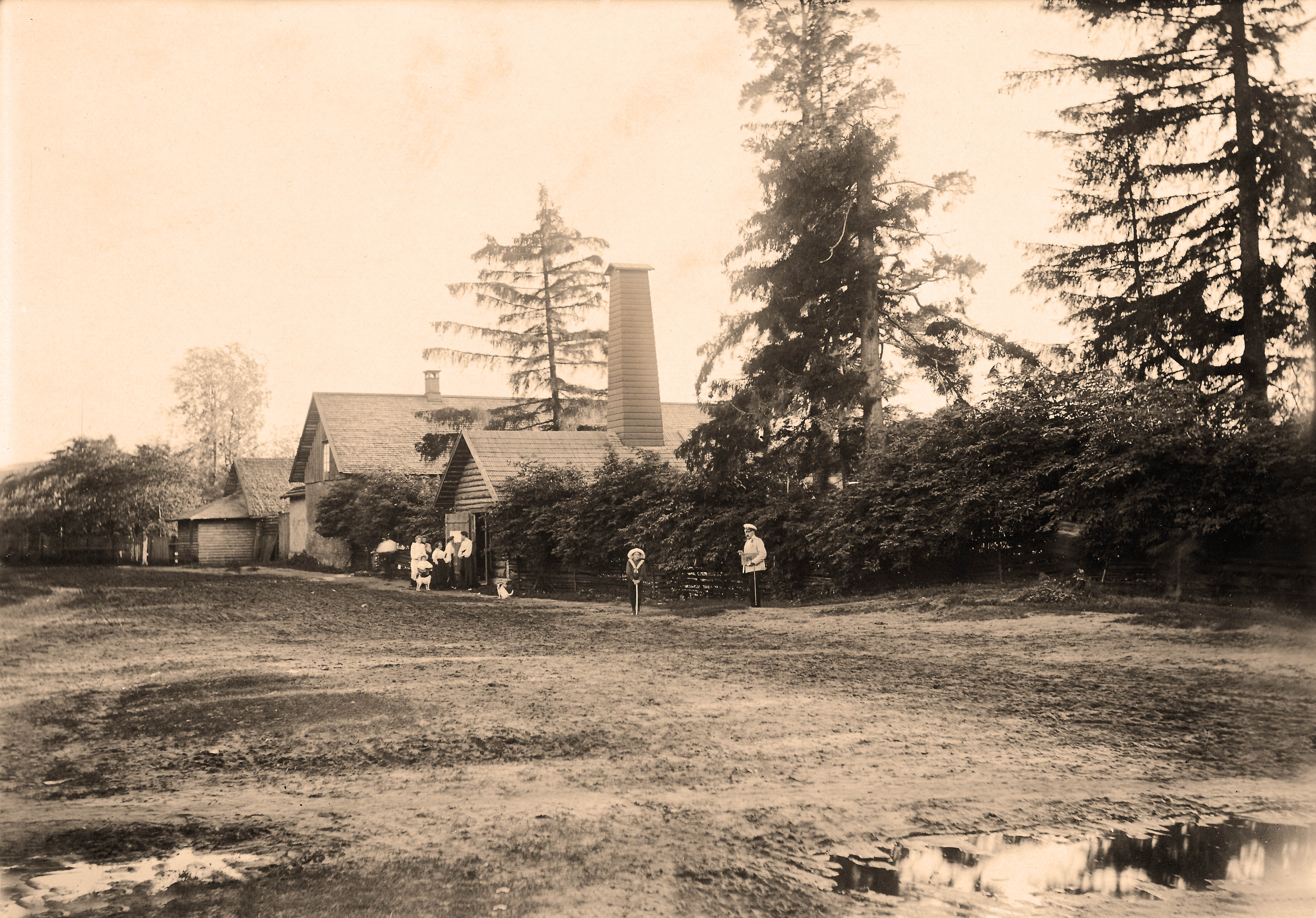
Пожарная часть и почта
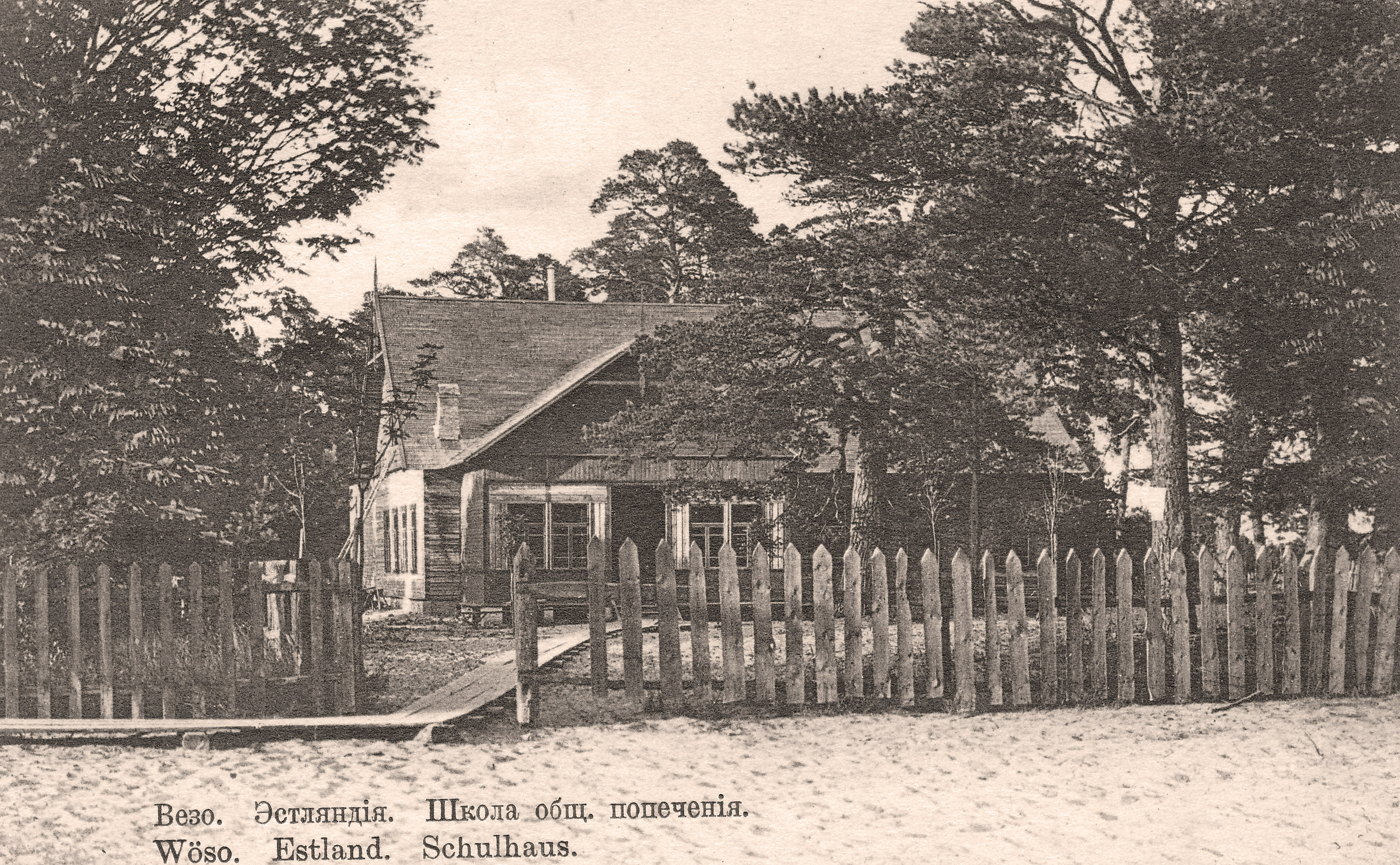
Школа
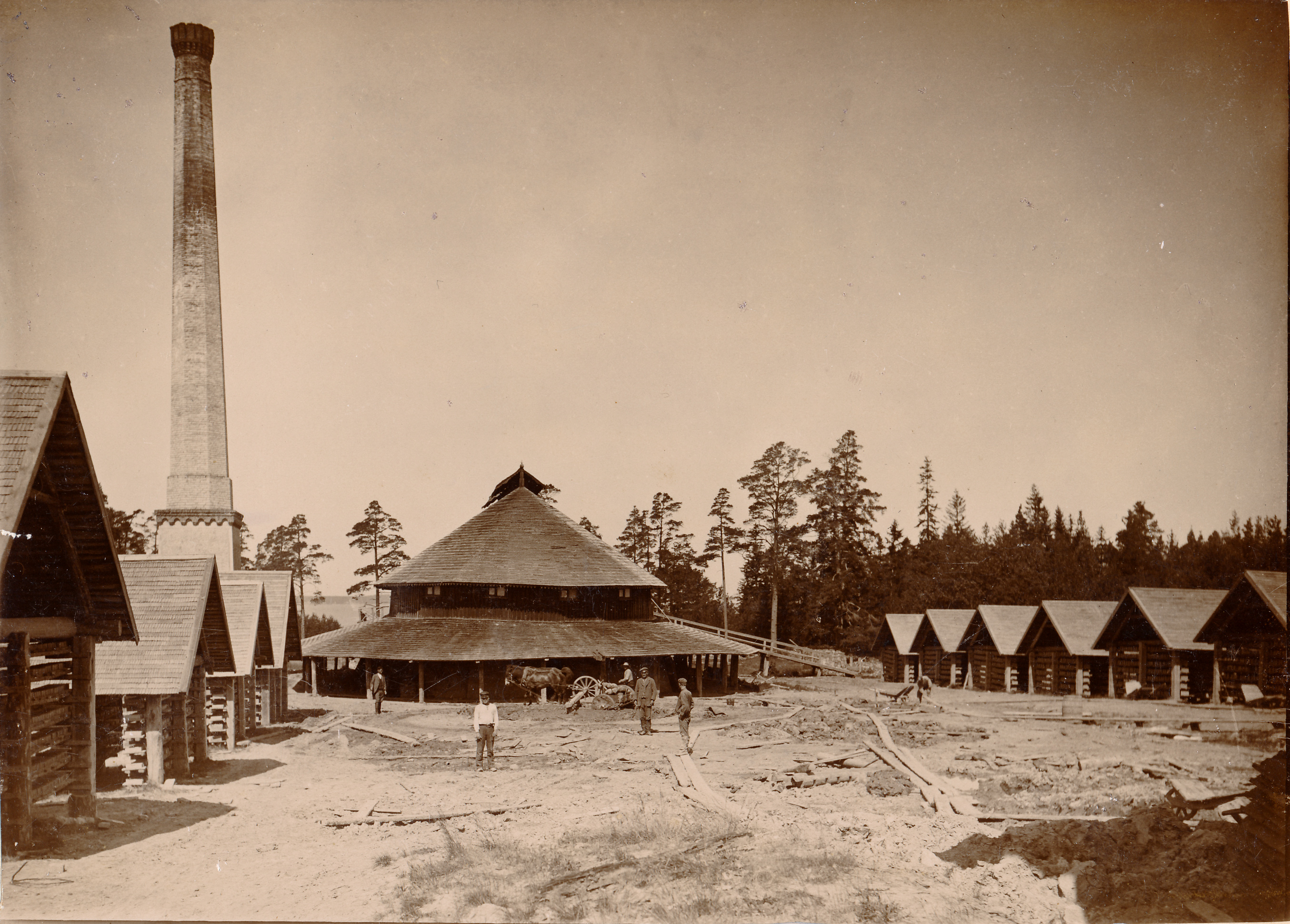
Кирпичный завод
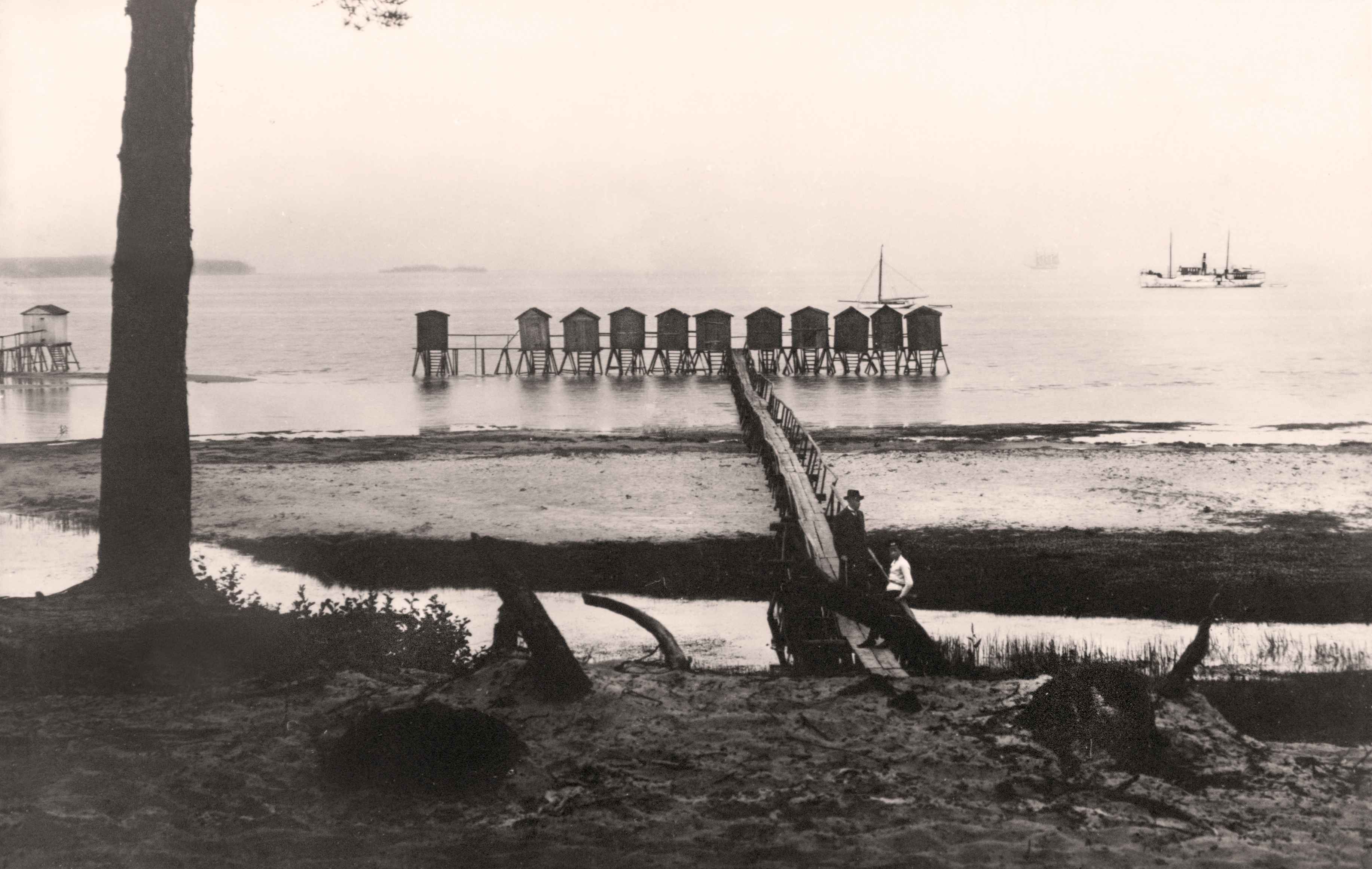
Пляжные домики
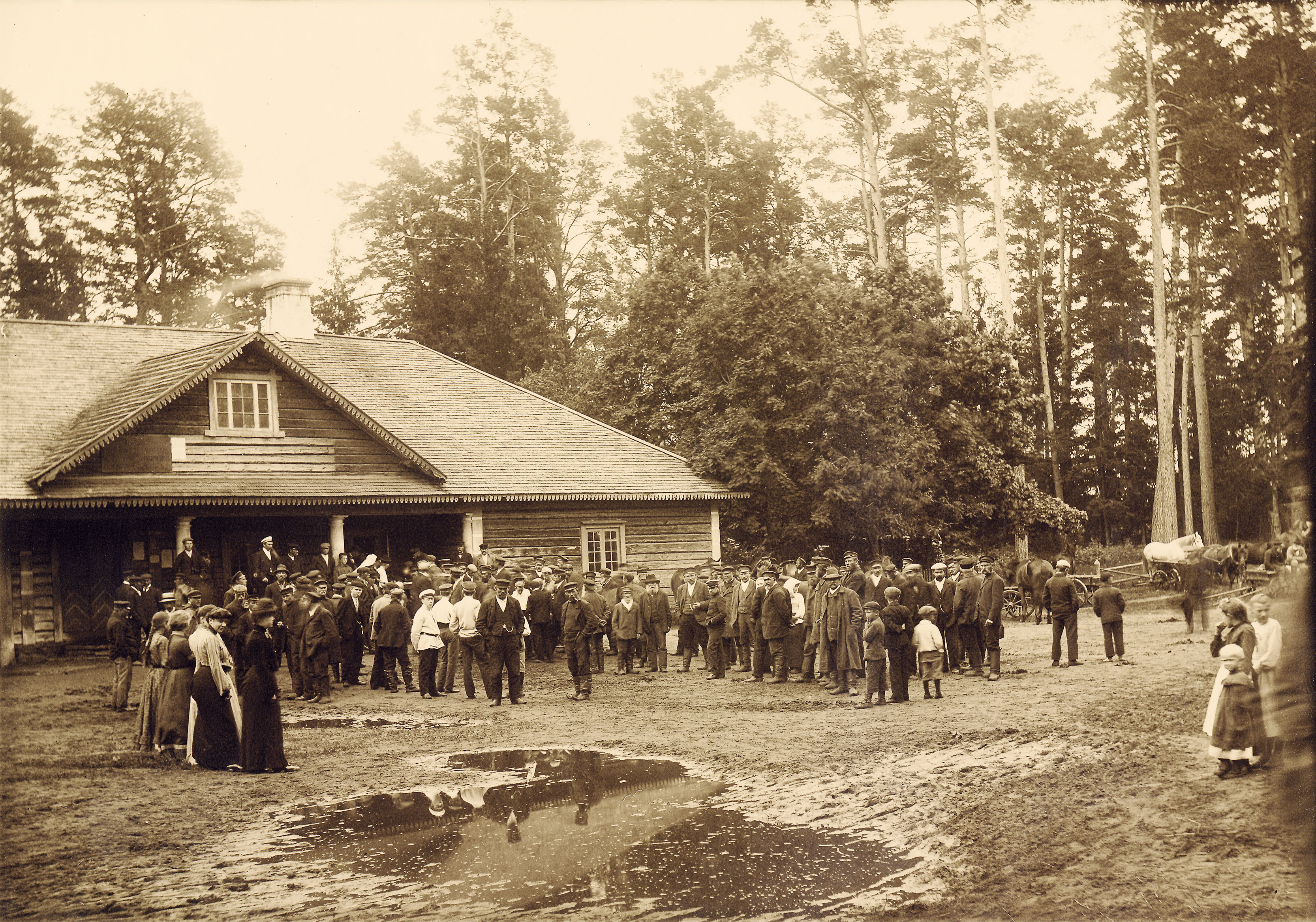
Местные жители возле корчмы, 1900 год
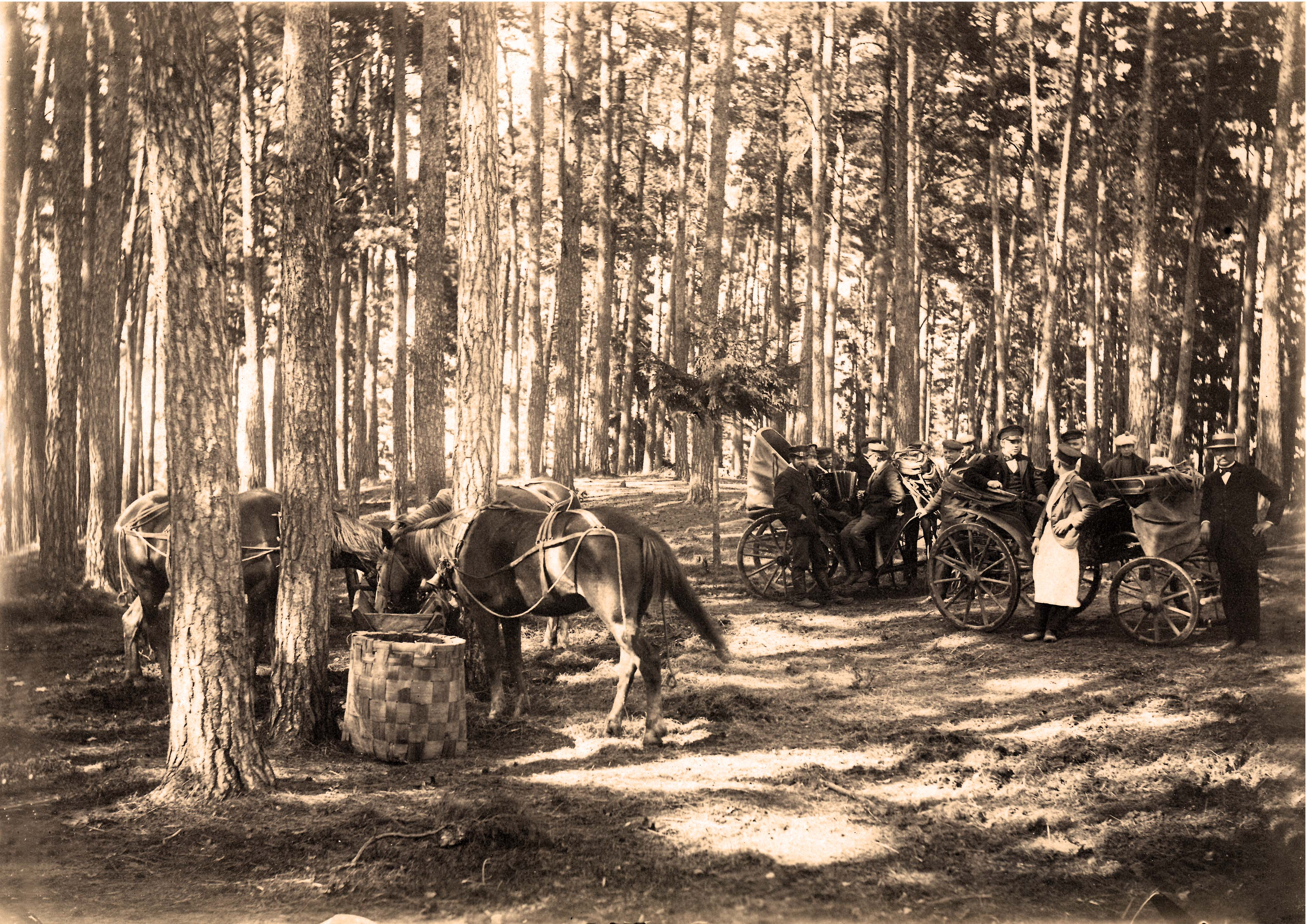
Посетители Вызуской корчмы
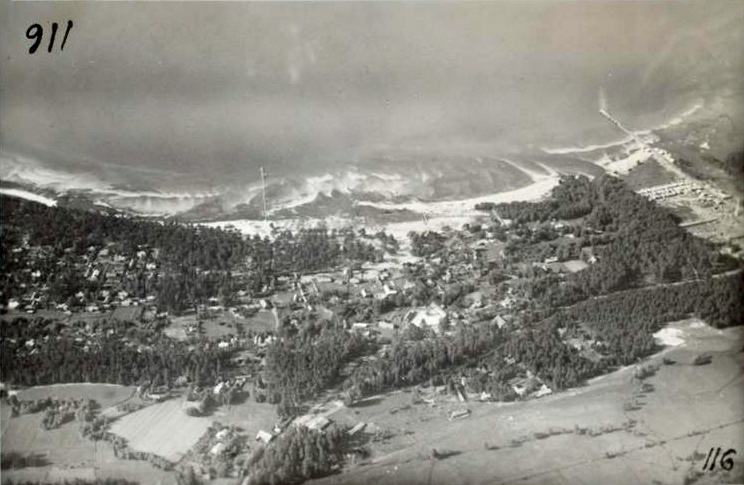
Аэрофото Вызу, 1930—1940 годы

## Инфраструктура
В Вызу есть основная школа (в 2002/2003 учебном году 139 учеников, в 2009/2010 учебном году — 61 ученик), детский сад, магазин, пляжный спортивный клуб, почтовое отделение. В посёлке работает несколько отелей и пансионатов, построено много дач. Пляж Вызу — один из самых популярных песочных пляжей в Северной Эстонии, его длина составляет около полутора километров.
В Вызу, на братской могиле погибших во Второй мировой войне (исторический памятник с 1997 года до 2023 года), в 1950 году установили памятник морякам Балтийского флота и советским активистам (надпись на памятнике: «Вечная память матросам Краснознамённого Балтийского флота, красноармейцам и советским активистам, погибшим в борьбе против фашистских захватчиков 1941»). Был выполнен по типовому проекту Алара Котли. Рабочая группа по советским памятникам при Госканцелярии Эстонии в своём протоколе от 30 ноября 2022 года признала этот памятник «красным монументом», т. е. подлежащим демонтажу. Памятник был демонтирован в 2022 году. В ходе раскопок 14 июля 2022 года найдены останки 3 гражданских лиц и 4 красноармейцев; 21 июля они были перезахоронены на кладбище Хальяла.

## Известные уроженцы
- Борквелл, Альберт (1890—1963) — эстонский и советский учёный, математик.

## Галерея

Вызу
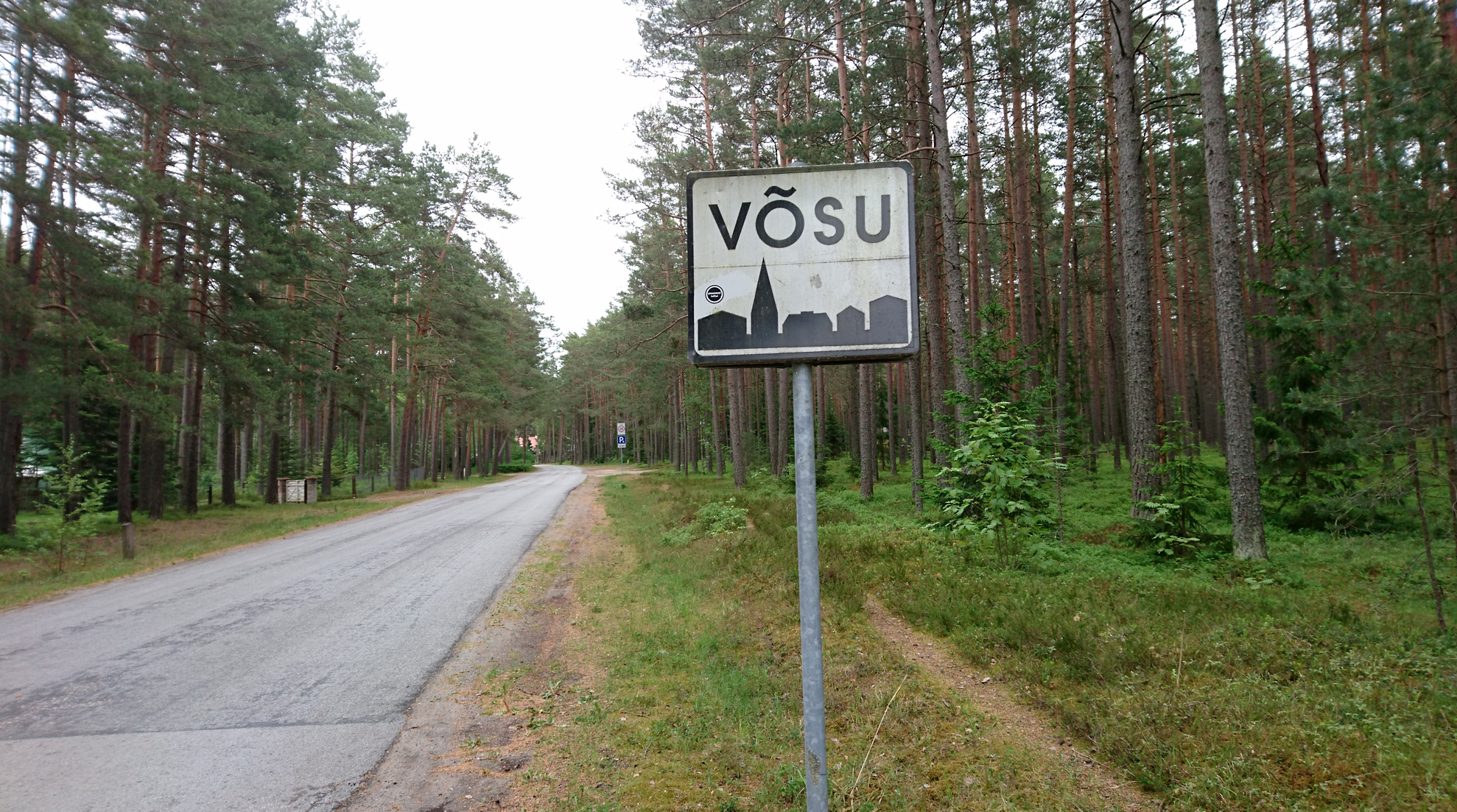
Въезд в посёлок
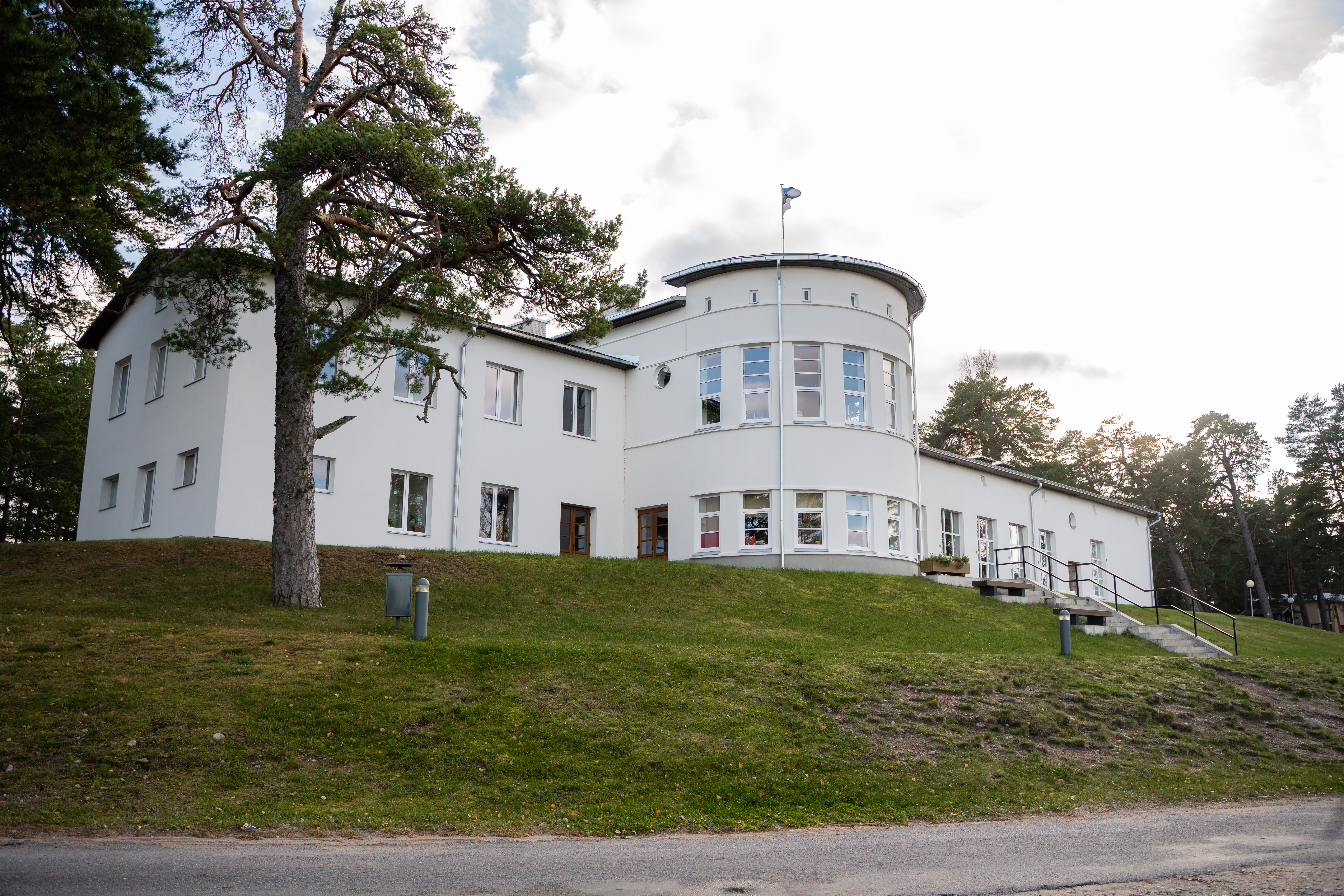
Библиотека
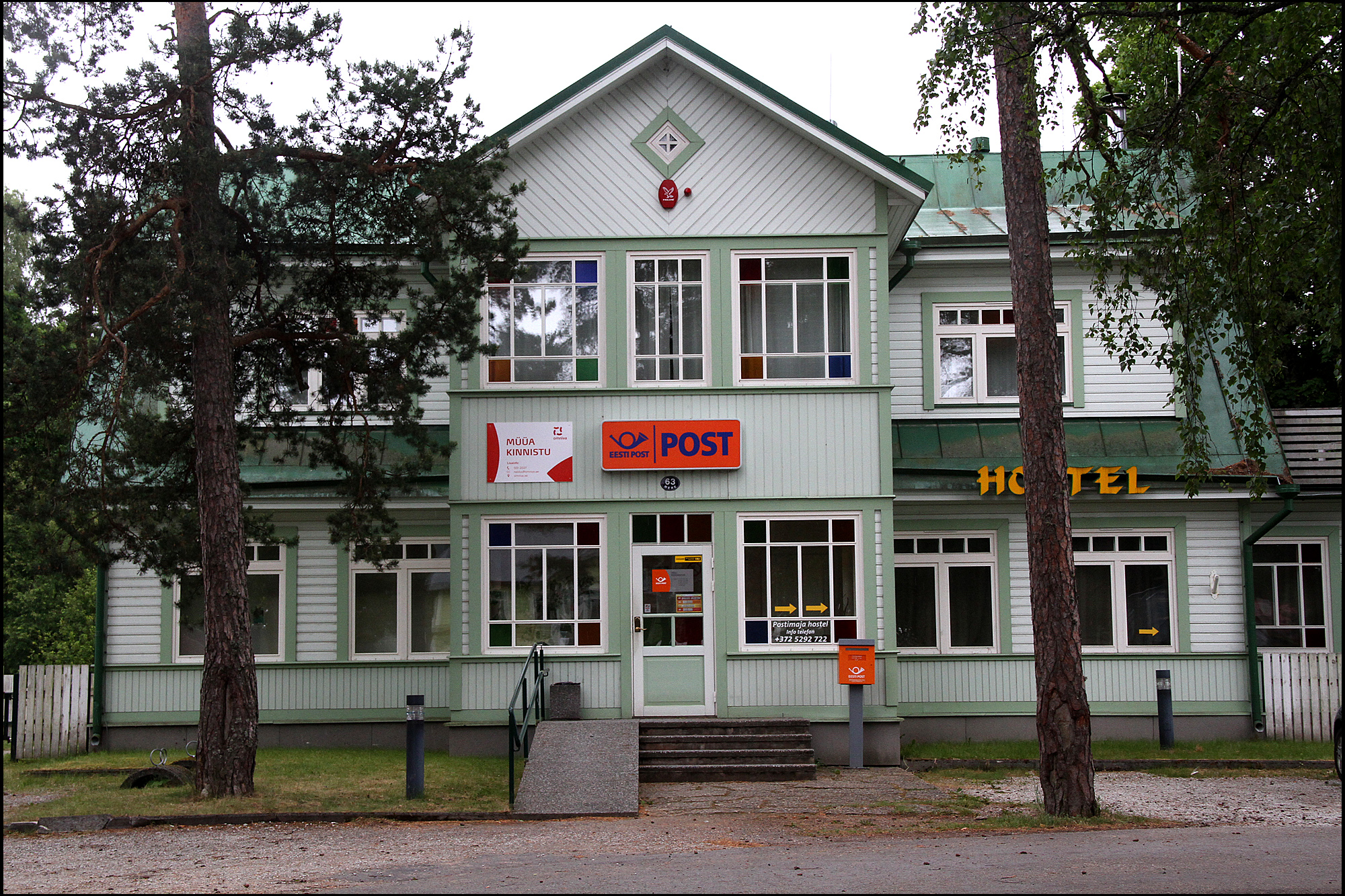
Почта и гостиница
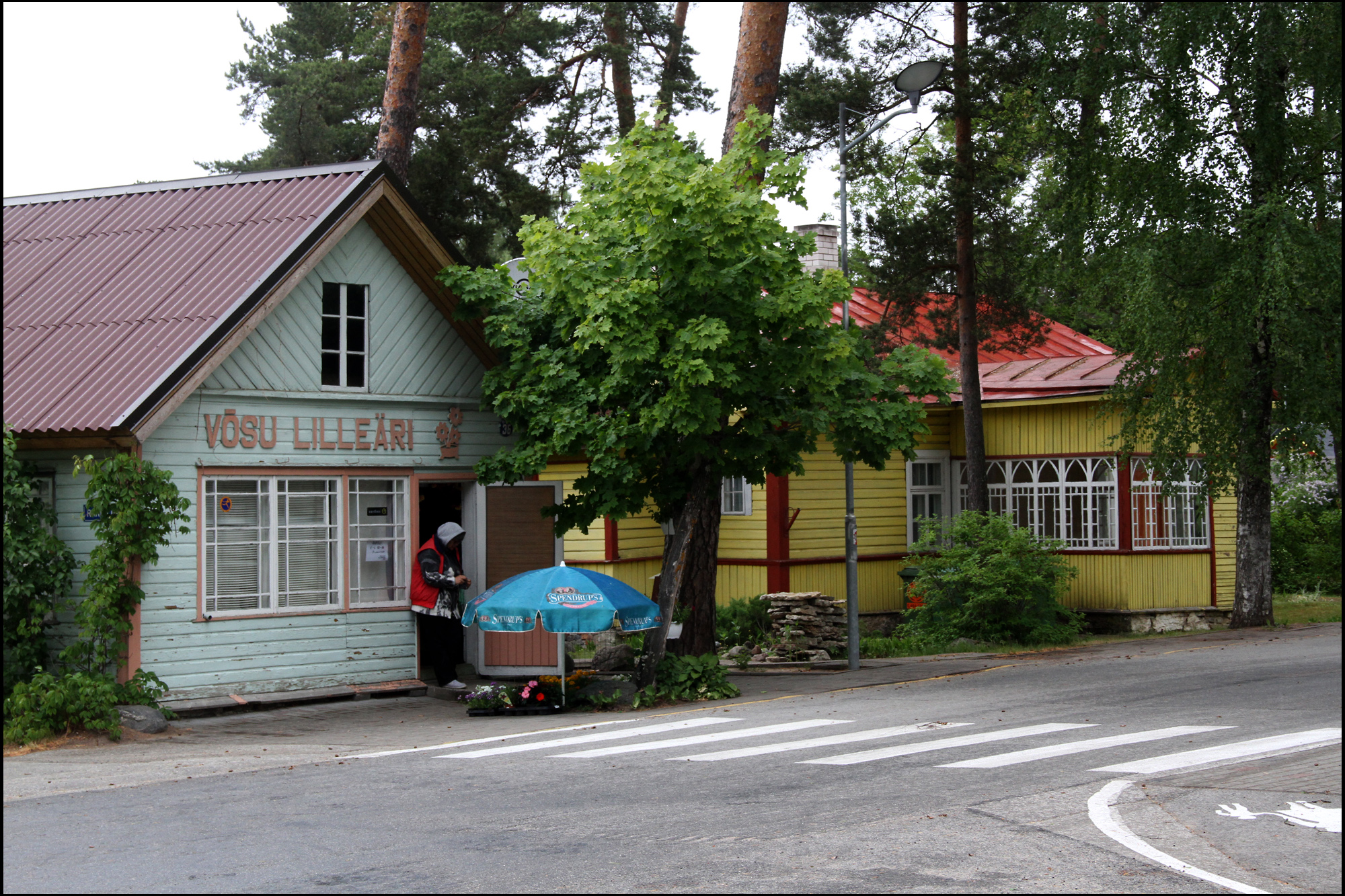
Цветочный магазин
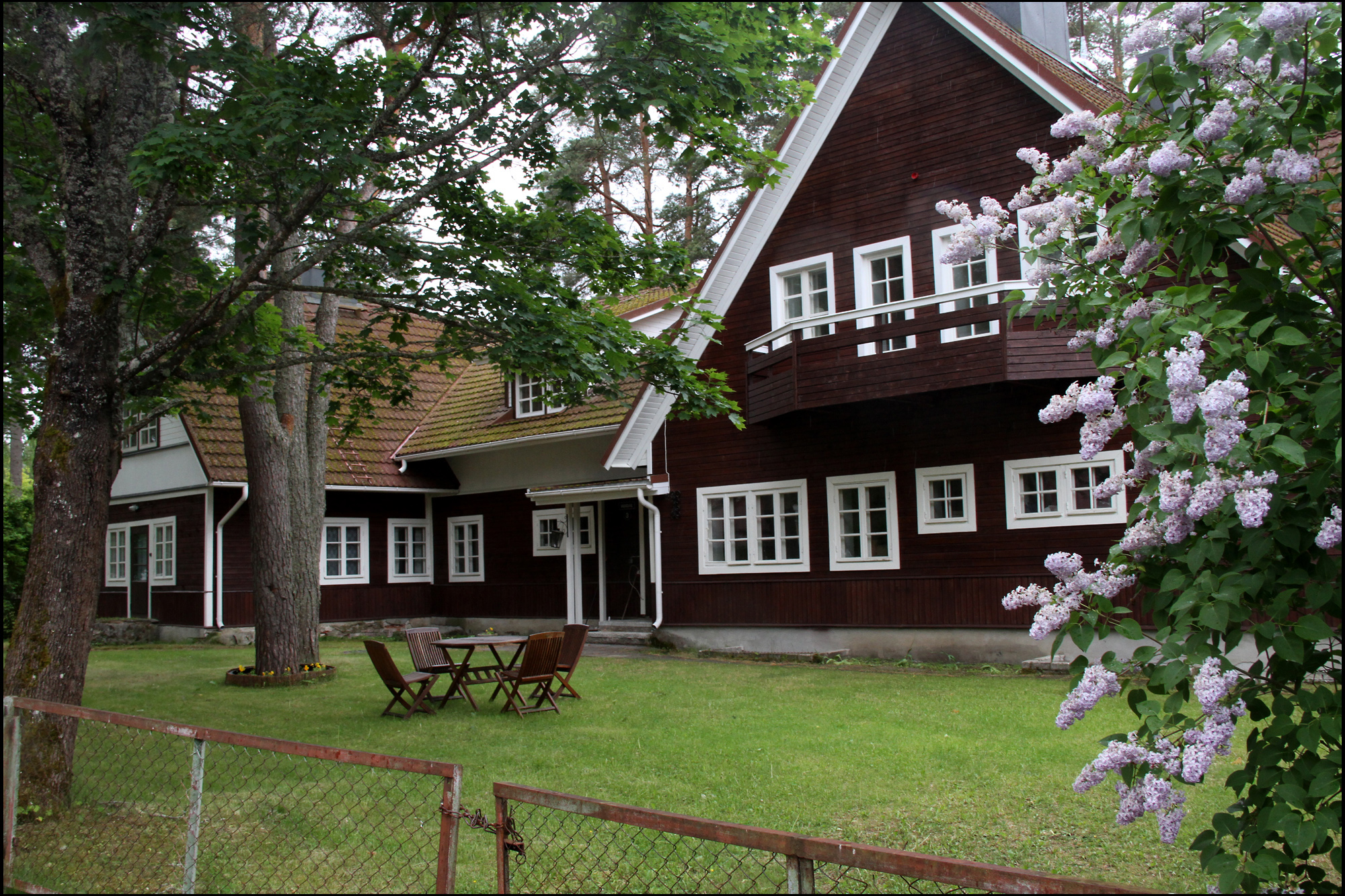
Дачи
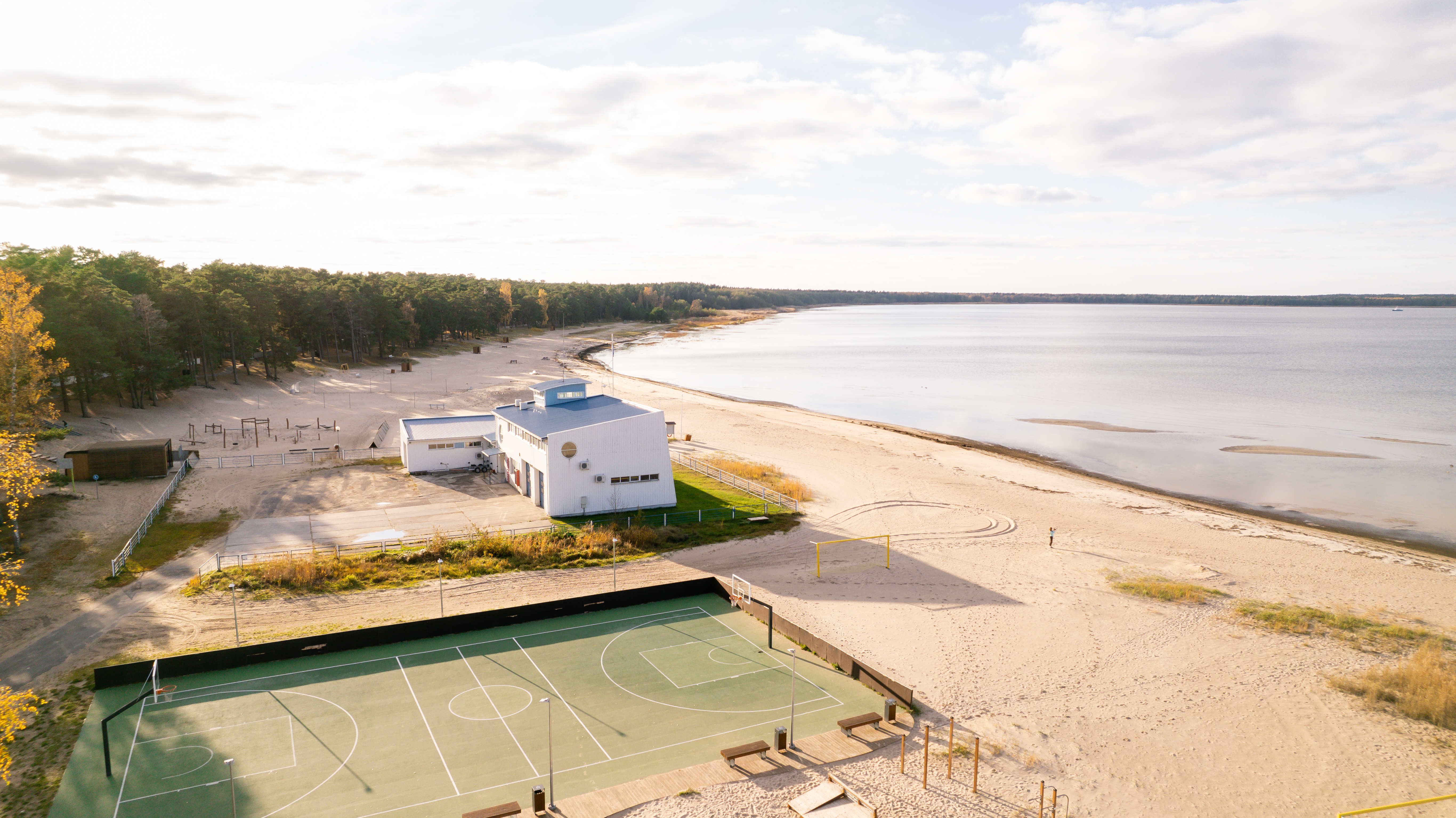
Морской пляж
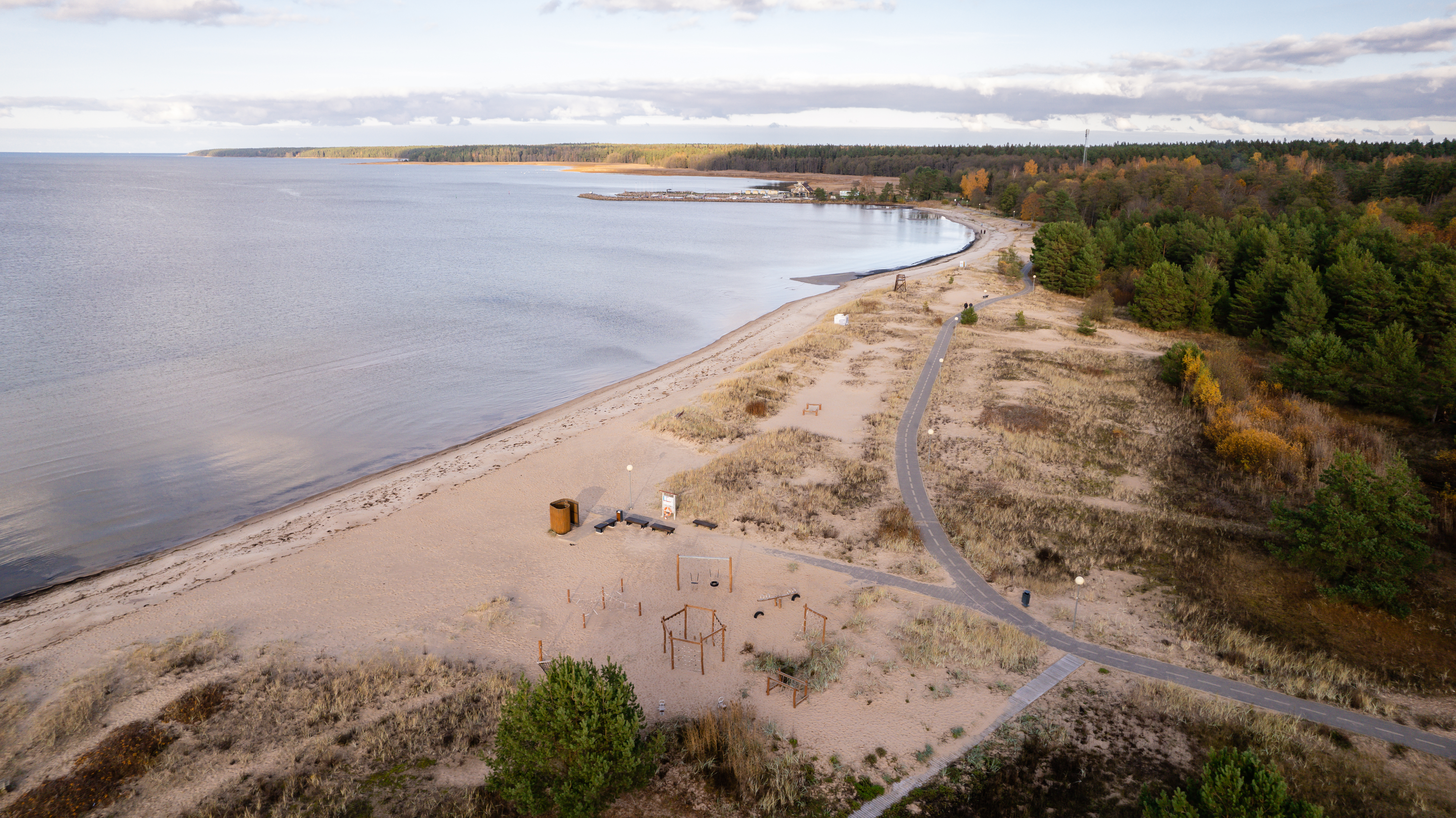
Пляж
Памятник морякам Балтийского флота и советским активистам. Демонтирован в 2022 году